# Niedernberg
Niedernberg – miejscowość i gmina w Niemczech, w kraju związkowym Bawaria, w rejencji Dolna Frankonia, w regionie Bayerischer Untermain, w powiecie Miltenberg. Leży około 25 km na północny zachód od Miltenberga, nad Menem, przy linii kolejowej Aschaffenburg – Aalen.

## Demografia
| Rok  | Liczba mieszk. |
| ---- | -------------- |
| 1900 | 1070           |
| 1950 | 1920           |
| 1970 | 2900           |
| 1990 | 3960           |
| 2005 | 4841           |

### Mniejszości narodowe
|           | Liczba | Procent |
| --------- | ------ | ------- |
| Razem     | 239    | 4,87%   |
| Turcja    | 96     | 1,96%   |
| Włochy    | 26     | 0,53%   |
| Austria   | 12     | 0,25%   |
| USA       | 11     | 0,22%   |
| Francja   | 10     | 0,20%   |
| Polska    | 9      | 0,18%   |
| Tajlandia | 9      | 0,18%   |
| Inni      | 66     | 1,35%   |

## Polityka
Wójtem jest Jürgen Reinhard (SPD). Rada gminy składa się z 16 członków:
|      | CSU | SPD | Wolni Wyborcy | IMUN | Razem     |
| 2002 | 8   | 3   | 4             | 1    | 16 miejsc |

## Współpraca
Miejscowość partnerska:
- Santes, Francja

## Galeria

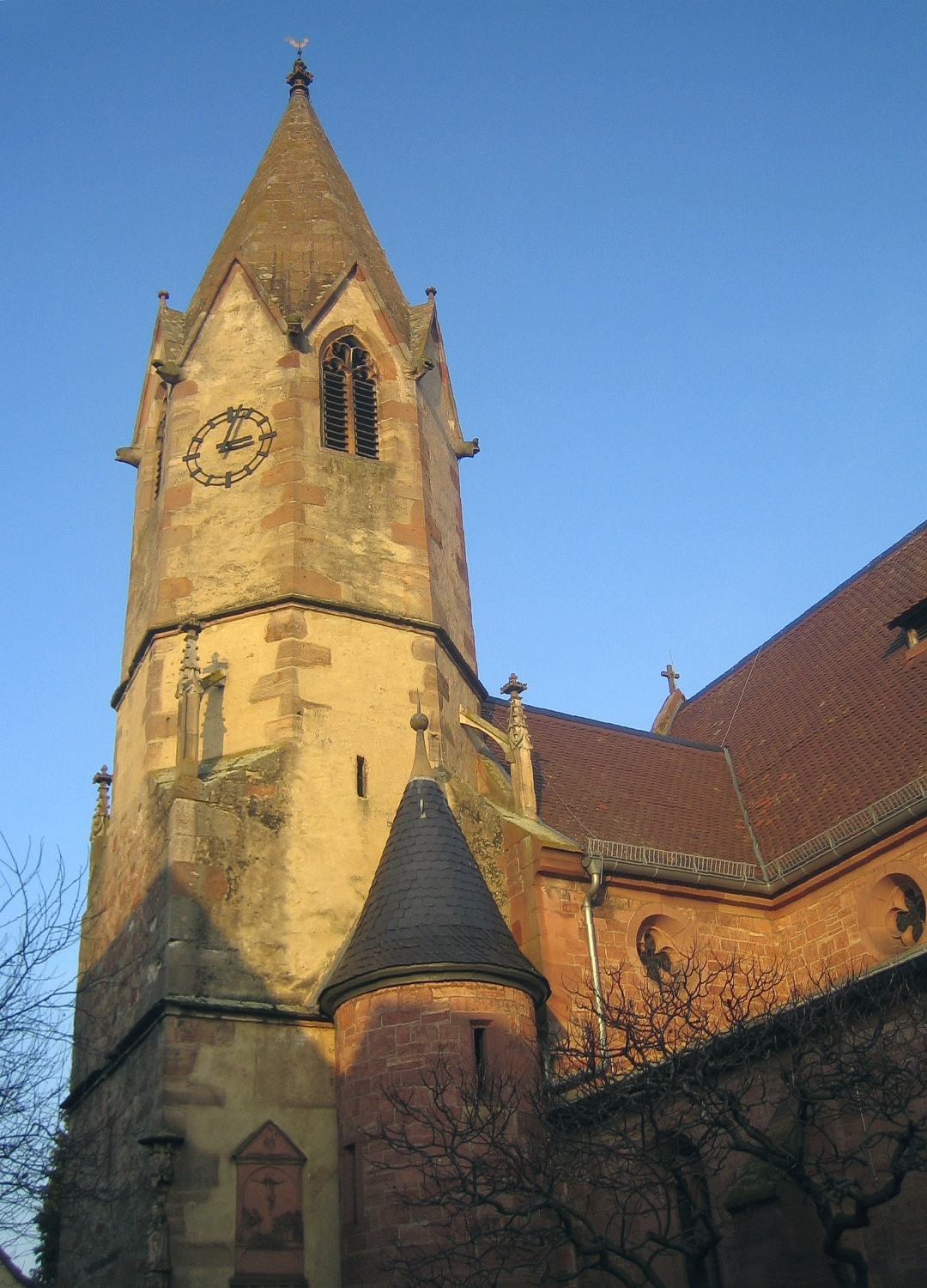
Kościół św. Cyriaka (St. Cyriakus)
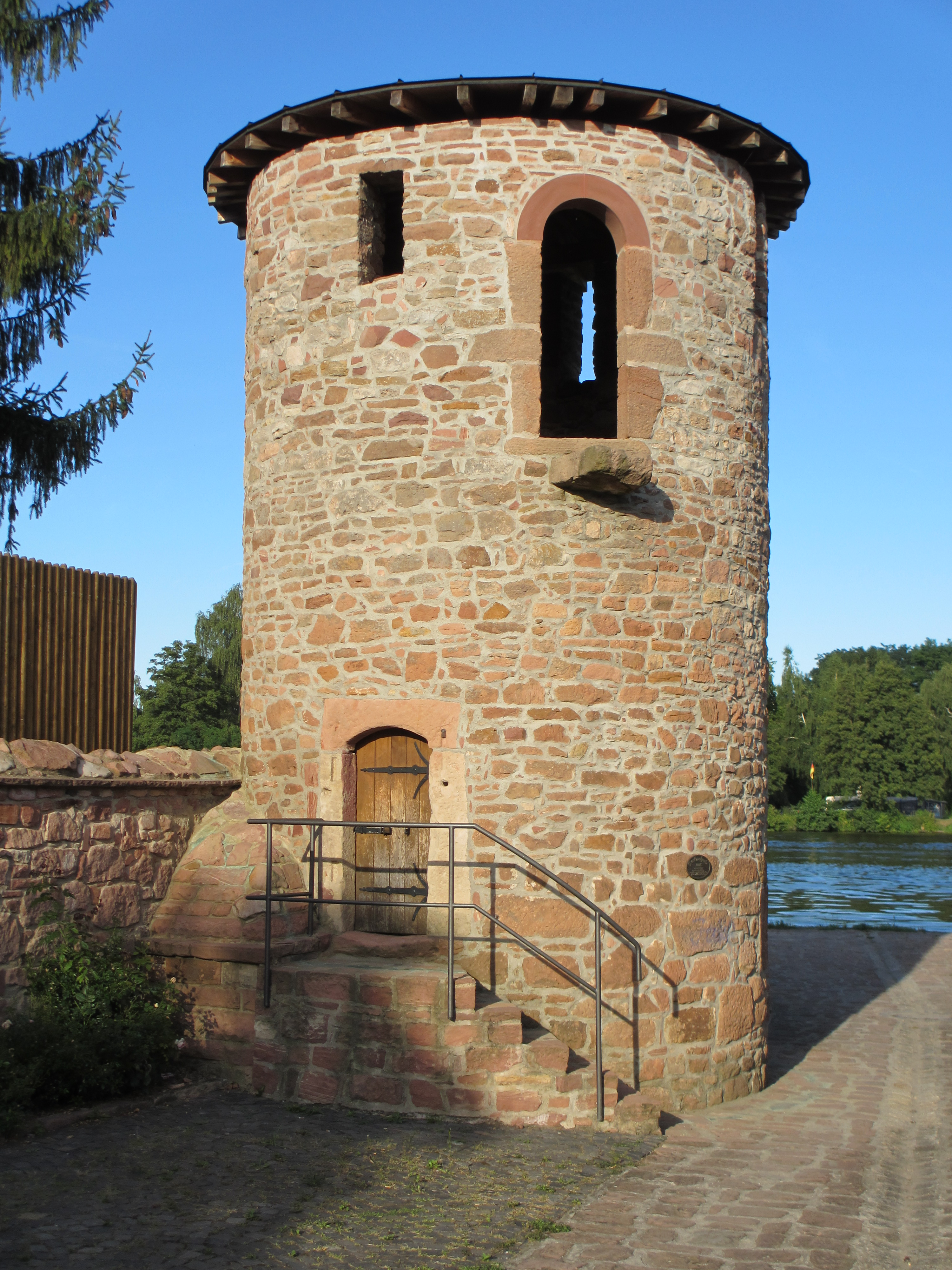
Wieża przy Menie
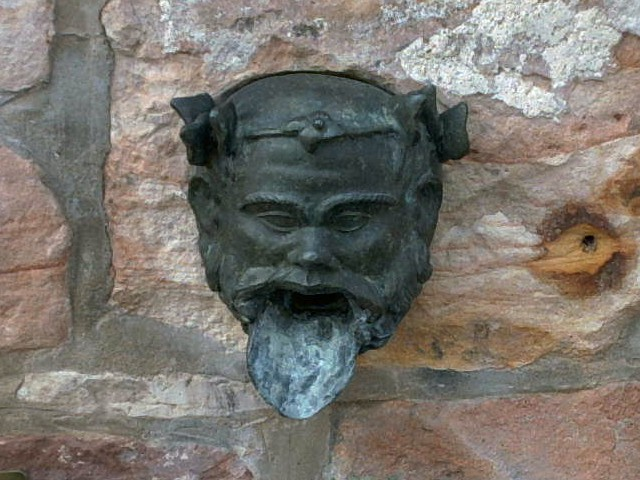
Kopia rzymskiej twarzy
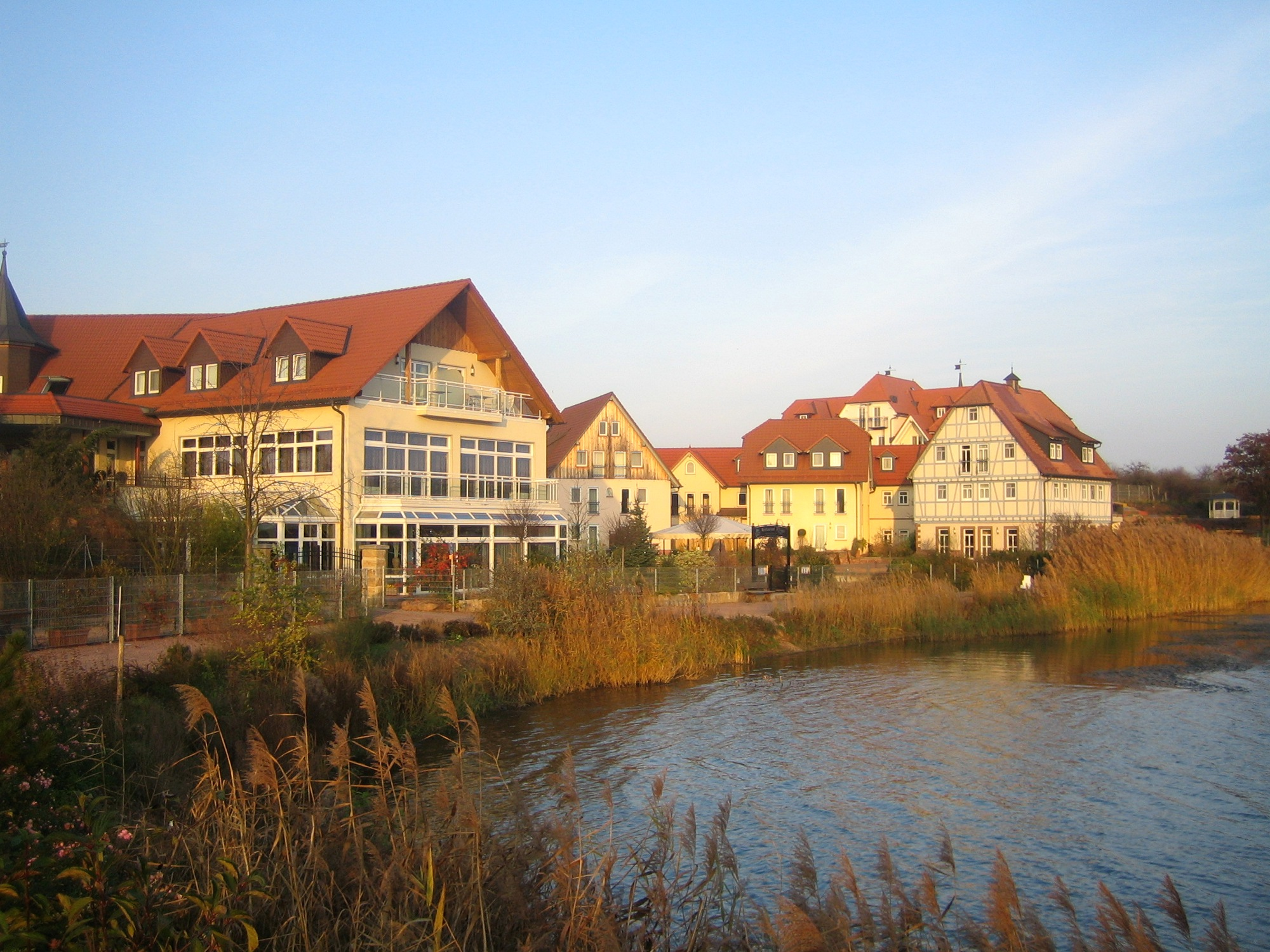
Hotel See
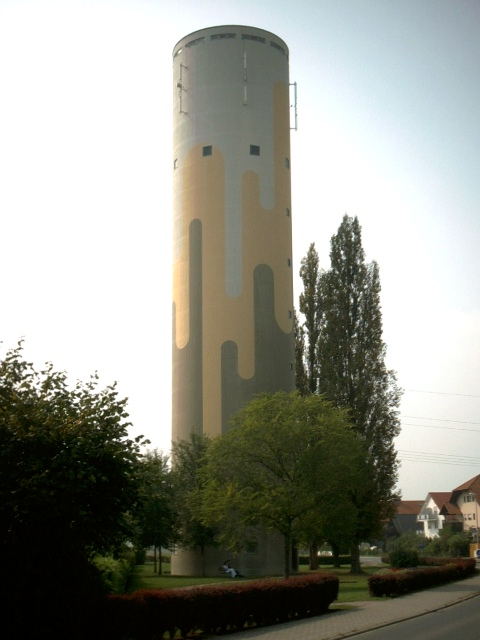
Wieża ciśnień